# Гастеротеції
Гастеротеції — вид плодових тіл лишайників, що утворюються при статевому розмноженні на слоевищі.

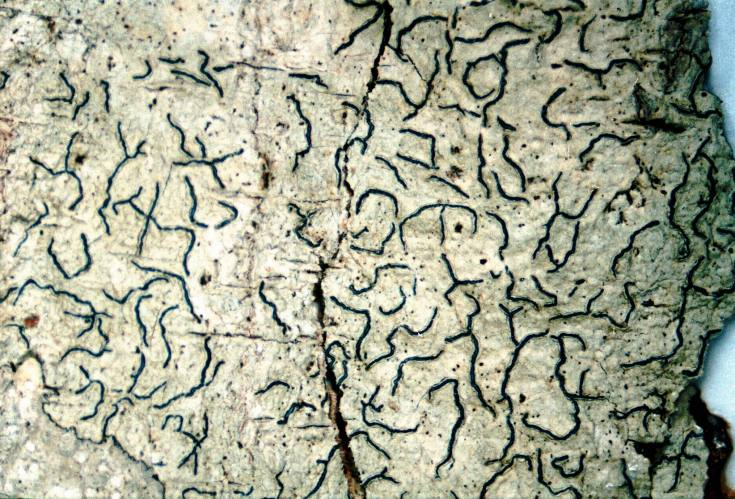
Гастеротеції Graphis scripta

Серед плодових тіл у лишайників розрізняють апотеції, перитеції і гастеротеції. Більшість лишайників, понад 250 родів, формують відкриті плодові тіла у вигляді апотецій — дископодібних утворень. Близько 70 родів лишайників мають плодові тіла в формі перитецій — закритого плодового тіла, має вигляд маленького глечика з отвором нагорі. Невелика кількість лишайників, в основному представники родини графідових, утворюють вузькі плодові тіла подовженої форми, які називають гастеротеціями.
Гастеротеції, як і апотеції, є плодовими тілами відкритого типу. У них також можна розрізнити диск і край. Але вони відрізняються від апотецій  сильно витягнутою, лінійною формою. Зазвичай гастеротеції мають вигляд штрихів, простих або розгалужених ліній. Диск у цих плодових тіл дуже вузький, що нагадує тоненьку смужку, в той час як край, який може бути і власним і слоєвищним, сильно виступає і підноситься над глибоко зануреним диском. Гастеротеції у лишайників зустрічаються досить рідко. Вони відомі лише у представників двох родів накипних лишайників - графіс (Graphis) і опеграфа (Opegrapha).